# NGC 5445
NGC 5445 is een lensvormig sterrenstelsel in het sterrenbeeld Jachthonden. Het hemelobject werd op 1 mei 1785 ontdekt door de Duits-Britse astronoom William Herschel.

## Synoniemen
- UGC 8976
- MCG 6-31-55
- ZWG 191.42
- PGC 50090